# Tonami
Tonami (砺波市 Tonami-shi?)  es una ciudad en la prefectura de Toyama, Japón. A 31  de marzo de  2018, la ciudad tenía una población estimada de 48.659 en 16.739 hogares y una densidad de población de 384 personas por km². Su área total era 127,03 kilómetros cuadrados (49,0 mi²).

## Demografía
Según los datos del censo japonés, la población de Tonami ha aumentado en los últimos 40 años. 
| Año del censo | Población |
| ------------- | --------- |
| 1970          | 41,403    |
| 1980          | 43,530    |
| 1990          | 44,521    |
| 2000          | 48,092    |
| 2010          | 49,410    |

## Clima
Tonami tiene un clima continental húmedo (Köppen Cfa) caracterizado por veranos suaves e inviernos fríos con fuertes nevadas. La temperatura media anual en Himi es de 13.8 °C. La precipitación media anual es de 2414 mm con septiembre como el mes más lluvioso. Las temperaturas son más altas en promedio en agosto, alrededor de 26.4 °C, y el más bajo en enero, alrededor de 2.4 °C.
| Parámetros climáticos promedio de Tonami | Parámetros climáticos promedio de Tonami | Parámetros climáticos promedio de Tonami | Parámetros climáticos promedio de Tonami | Parámetros climáticos promedio de Tonami | Parámetros climáticos promedio de Tonami | Parámetros climáticos promedio de Tonami | Parámetros climáticos promedio de Tonami | Parámetros climáticos promedio de Tonami | Parámetros climáticos promedio de Tonami | Parámetros climáticos promedio de Tonami | Parámetros climáticos promedio de Tonami | Parámetros climáticos promedio de Tonami | Parámetros climáticos promedio de Tonami |
| Mes                                      | Ene.                                     | Feb.                                     | Mar.                                     | Abr.                                     | May.                                     | Jun.                                     | Jul.                                     | Ago.                                     | Sep.                                     | Oct.                                     | Nov.                                     | Dic.                                     | Anual                                    |
| ---------------------------------------- | ---------------------------------------- | ---------------------------------------- | ---------------------------------------- | ---------------------------------------- | ---------------------------------------- | ---------------------------------------- | ---------------------------------------- | ---------------------------------------- | ---------------------------------------- | ---------------------------------------- | ---------------------------------------- | ---------------------------------------- | ---------------------------------------- |
| Temp. máx. media (°C)                    | 5.4                                      | 6.0                                      | 10.1                                     | 16.8                                     | 21.4                                     | 24.7                                     | 28.3                                     | 30.3                                     | 26.1                                     | 20.6                                     | 14.7                                     | 9.2                                      | 17.8                                     |
| Temp. mín. media (°C)                    | -1.2                                     | -1.4                                     | 1.2                                      | 6.3                                      | 12.1                                     | 16.9                                     | 20.9                                     | 21.8                                     | 17.9                                     | 11.6                                     | 6.2                                      | 1.6                                      | 9.5                                      |
| Precipitación total (mm)                 | 260.4                                    | 164.4                                    | 146.3                                    | 109.4                                    | 125.0                                    | 181.4                                    | 232.9                                    | 169.0                                    | 217.0                                    | 159.7                                    | 231.0                                    | 251.7                                    | 2248.2                                   |
| Nevadas (cm)                             | 177                                      | 143                                      | 36                                       | 1                                        | 0                                        | 0                                        | 0                                        | 0                                        | 0                                        | 0                                        | 1                                        | 62                                       | 420                                      |
| Días de precipitaciones (≥ 1.0 mm)       | 23.3                                     | 19.9                                     | 17.8                                     | 12.5                                     | 11.2                                     | 11.6                                     | 13.9                                     | 10.4                                     | 13.5                                     | 13.7                                     | 17.5                                     | 21.7                                     | 187                                      |
| Horas de sol                             | 62.4                                     | 84.7                                     | 125.1                                    | 172.4                                    | 188.4                                    | 137.1                                    | 139.5                                    | 191.6                                    | 127.9                                    | 136.5                                    | 100.1                                    | 71.1                                     | 1536.8                                   |
| Fuente: Japan Meteorological Agency      |                                          |                                          |                                          |                                          |                                          |                                          |                                          |                                          |                                          |                                          |                                          |                                          |                                          |

## Relaciones internacionales
- Lisse, Países Bajos,[7] ciudad hermana desde el 21 de abril de 1992
- Panjin, Liaoning, China, ciudad de amistad desde el 25 de abril de 1991
- Yalova, Turquía,  ciudad de la amistad desde el 3 de octubre de 1989